# Somatidia waitei
Somatidia waitei là một loài bọ cánh cứng trong họ Cerambycidae.